# Numeración Suzhou
El sistema de numeración Suzhou o huama es un sistema de numeración utilizado en China antes de que fueran introducidos los números arábigos. 

## Historia

Números del sistema Suzhou.

El sistema de numeración Suzhou es el único de los sistemas tipo numeración con varillas que ha sobrevivido. El sistema tipo numeración con varillas es un sistema de notación posicional utilizado por los chinos en el ámbito de las matemáticas. Los números Suzhou son una variación de los números con varillas de la dinastía Song.
El sistema de numeración Suzhou fue ampliamente utilizado en el ámbito del comercio especialmente en las áreas de contabilidad y libros de transacciones comerciales. Por otra parte, el sistema estándar de numeración china fue utilizado en la escritura formal, afín con la escritura de los números en idioma inglés. En una época el sistema de numeración Suzhou era muy popular en los mercados chinos, tales como los mercados de Hong Kong con anterioridad a la década de 1990, pero fue paulatinamente reemplazado por el sistema de números arábigos. Es una situación similar a la ocurrida con el sistema de numeración romana que fuera utilizado en la Europa antigua y medieval en el ámbito de la matemáticas y el comercio. Actualmente, el sistema de numeración Suzhou es solo utilizado para exhibir los precios en los mercados chinos o en recibos comerciales manuscritos tradicionales.

## Símbolos
En el sistema de numeración Suzhou, en vez de caracteres chinos se utilizan dígitos especiales. Los dígitos del sistema de numeración Suzhou se definen en Unicode entre U+3021 y U+3029. 
| Número | "Hangzhou" | "Hangzhou" | Ideograma chino estándar | Ideograma chino estándar |
| Número | Símbolo    | Unicode    | Símbolo                  | Unicode                  |
| ------ | ---------- | ---------- | ------------------------ | ------------------------ |
| 0      |            |            | 〇                       | U+3007                   |
| 1      | 〡         | U+3021     | 一                       | U+4E00                   |
| 2      | 〢         | U+3022     | 二                       | U+4E8C                   |
| 3      | 〣         | U+3023     | 三                       | U+4E09                   |
| 4      | 〤         | U+3024     |                          |                          |
| 5      | 〥         | U+3025     |                          |                          |
| 6      | 〦         | U+3026     |                          |                          |
| 7      | 〧         | U+3027     |                          |                          |
| 8      | 〨         | U+3028     |                          |                          |
| 9      | 〩         | U+3029     |                          |                          |

Los números uno, dos y tres son todos representados por varillas. Esto puede generar cierta confusión cuando están colocados uno al lado del otro. En estos casos a menudo se utilizan los ideogramas chinos estándar de forma que se pueden intercambiar sin dar lugar a ambigüedades. Por ejemplo el número, "21" se escribe como "〢一" en vez de como "〢〡" lo que podría confundirse con el número "3" (〣). El primer carácter de dicha secuencia por lo general es representado por un número Suzhou, mientras que para el segundo se utiliza un ideograma chino.

## Escritura
Los numerales son posicionales. Se escriben las notaciones numéricas completas en dos líneas para indicar su valor numérico, orden de magnitud y unidad de medida. Los números se escriben siempre horizontalmente de izquierda a derecha.
| \| 〤 \| 〇 \| 〢 \| 二 \| \| 十 \| 元 \| \| \| |    |    |    |
| 〤                                              | 〇 | 〢 | 二 |
| 十                                              | 元 |    |    |

La primera línea contiene los valores numéricos, en este ejemplo 〤〇〢二 quiere decir 4022. La segunda línea está compuesta de caracteres chinos que representan el orden de magnitud y la unidad de medida del primer número en la representación numérica. En este caso 十元 quiere decir "diez yuan". Cuando se colocan las dos expresiones juntas, el resultado se lee como "40,22 yuan".
Caracteres posibles que denotan el orden de magnitud incluyen:
- qiān (千) (mil)
- bái (百) (cien)
- shí (十) (diez)
- nada (uno)

Otros caracteres posibles para denotar la unidad de medida incluyen:
- yuán (元) (la moneda china)
- máo (毫) o (毛) (un décimo de yuan)
- lǐ (里) (milla china)
- cualquier otra unidad de medida china.

Notar que el punto decimal se encuentra expresado en forma implícita cuando el primer dígito se ubica en la posición de las decenas. El cero se representa mediante el símbolo del cero (〇). En este sistema no es preciso colocar ceros antes o después de las cifras significativas.
Esto es muy parecido a la notación científica moderna de los números de punto flotante en los que los dígitos significativos son representados mediante el coeficiente y el orden de magnitud es especificado mediante el exponente. La unidad de medida y también el indicador del primer dígito por lo general se alinea con la fila de "números" del medio.

## Error de identificación Hangzhou
Según el estándar Unicode versión 3.0, estos símbolos han sido nombrados en forma incorrecta como símbolos numéricos estilo Hangzhou. En el estándar Unicode 4.0, se agregó un erratum que indica que:
"Los caracteres numéricos Suzhou (Chino su1zhou1ma3zi) son símbolos especiales utilizados por comerciantes para indicar el precio de bienes. El uso del nombre "HANGZHOU" para referirse a ellos es incorrecto."
Todas las referencias a "Hangzhou" en el estándar Unicode han sido corregidas para que se lean "Suzhou" excepto el propio nombre de los símbolos, que no puede ser modificado una vez que les fue asignado, de acuerdo a lo que fija la Política de Estabilidad de Unicode. (Esta política permite que los sistemas de software utilizen los nombres como identificadores unívocos de los símbolos.)